# جائزة لينين
جائزة لينين (بالروسية: Ленинская премия) هي واحدة من الجوائز القيمة التي كان يمنحها الاتحاد السوفيتي سنويًّا لخمس شخصيّات عالميَّة شيوعيَّة، ممَّن لهم إنجازات مهمّة في مجالات العلم والأدب، والفنون، والهندسة المعمارية، والتكنولوجيا. مُنحت أحيانًا لأشخاص غير شيوعيّين.

## قيمتها الماديَّة
كانت قيمة الجائزة الماديَّة التي تُمنح لأحد المجالات المذكورة تبلغ 25 ألف روبل.

## أشهر الحائزين على الجائزة
- فيدل كاسترو.
- راتواري نهرو.
- أنطون جورج ثابت.
- كوامي نكروما.
- فيض أحمد فيض.
- بابلو بيكاسو.
- موديبو كيتا.
- جورجي ترايكوف.
- أحمد بن بلة.
- الشفيع أحمد الشيخ.
- كمال جنبلاط.
- خالد محيي الدين.
- جورج بوردا.
- روميش شاندرا.
- لودفيك سفوبودا.
- ميخائيل كلاشنكوف وكان ذلك عام 1964.
- فلاديمير أرنولد وأندريه كولموغوروف في الرياضيات.
- صموئيل مارشاك (1963).
- جالينا أولانوفا (1957).
- نيكولاي أموسوف (1961).

## في العلوم

### في الرياضيات
منحت الجائزة في عام 1976 إلى :
- نيكولاي كراسوفسكي.
- يوري أوسيبوف.